# Marion (Dakota del Sur)
Marion es una ciudad ubicada en el condado de Turner en el estado estadounidense de Dakota del Sur. En el Censo de 2010 tenía una población de 784 habitantes y una densidad poblacional de 348,74 personas por km².

## Geografía
Marion se encuentra ubicada en las coordenadas 43°25′25″N 97°15′38″O / 43.42361, -97.26056. Según la Oficina del Censo de los Estados Unidos, Marion tiene una superficie total de 2.25 km², de la cual 2.25 km² corresponden a tierra firme y (0%) 0 km² es agua.

## Demografía
Según el censo de 2010, había 784 personas residiendo en Marion. La densidad de población era de 348,74 hab./km². De los 784 habitantes, Marion estaba compuesto por el 97.19% blancos, el 0.38% eran afroamericanos, el 1.15% eran amerindios, el 0.13% eran asiáticos, el 0% eran isleños del Pacífico, el 0.38% eran de otras razas y el 0.77% pertenecían a dos o más razas. Del total de la población el 2.17% eran hispanos o latinos de cualquier raza.